# Clematis patens 'Barbara Harrington'
Cultivar
Clematis patens 'Barbara Harrington' cov  est un cultivar de clématite obtenue en 1996 par D. Harrington en Angleterre. Néanmoins elle fut commercialisée pour la première fois en Angleterre en 2003.
'Barbara Harrington' a été nommée en l'honneur de la sœur de D. Harrington.

## Description
Cette clématite fait partie du groupe 3, ce qui implique une floraison printanière et automnale sur le bois de l'année.

### Feuilles
Les feuilles caduques de cette clématite sont parfois simples, parfois alternes.

### Fleurs
La clématite patens 'Barbara Harrington' dispose d'une fleur moyenne rose presque rouge. La fleur a un diamètre d'environ 12 cm et est hermaphrodites.

#### Sépales

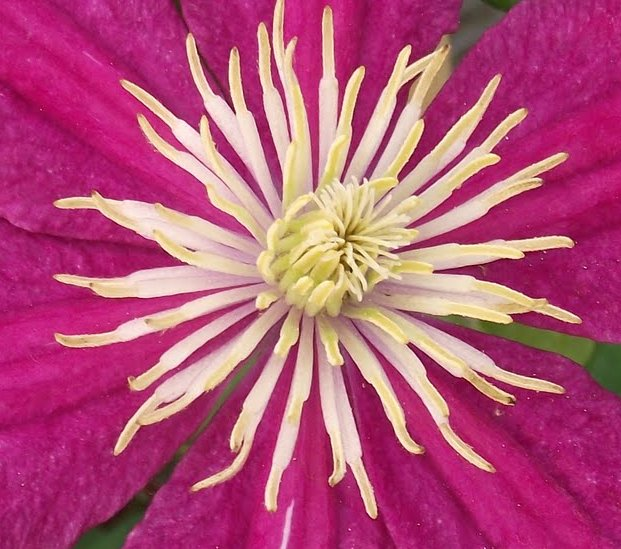
Étamines et stigmates de Barbara Harrington

Les sépales de la clématite 'Barbara Harrington' mesurent entre 5 et 6 cm, largement elliptiques, se chevauchent et disposent d'un bord ondulé. La pointe est courbée vers le bas.

#### Étamines et stigmates
'Barbara Harrington' possède des étamines blanches et des stigmates blancs également qui contrastent parfaitement avec la couleur des sépales.

#### Parfum
Cette clématite n'a pas de parfum.

## Obtention
'Barbara Harrington' est issu de graines de clématites patens 'Comtesse de Bouchaud'.

## Protection
'Barbara Harrington' est protégé par un certificat d'obtention végétale.

## Culture

### Plantation
La clématite 'Barbara Harrington' s'épanouit très bien en pot ou en pleine terre. Elle doit être plantée dans un mélange drainant et fertile. Ce cultivar est particulièrement adapté au sol lourd.

### Croissance
À taille adulte cette clématite s'élance entre 2 et 3 mètres.

### Floraison
'Barbara Harrington' fleurit deux fois par an sur le bois de l'année, au printemps elle dispose d'une floraison entre juin et juillet. À l'automne la floraison est entre août et septembre. Elle fait partie du groupe 3.

### Taille
La clématite 'Barbara Harrington' à besoin d'une taille annuelle, souvent au mois de mars mais à toute période de repos végétatif. Elle demande une taille sévère, c'est-à-dire une taille à 30 Cm sur un tiers des banches.

### Résistance
Cette clématite résiste à des températures jusqu'à moins 20 degrés Celsius.

### Maladies et ravageurs
La clématite 'Barbara Harrington' est sensible à l'excès d'eau ce qui pourrait provoquer une pourriture du collet de la plante et ainsi la mort de la clématite. Elle peut également souffrir d'apoplexie due à un champignon appelé Ascochyta clematidina, provoquant un flétrissement brutal des feuilles. Pour combattre ce champignon la terre doit être remplacée sur 20 cm et l'excès d'eau doit être proscrit.
Les limaces peuvent également s'attaquer à cette clématite et notamment aux jeunes pousses du printemps.